# جوش مكاي
جوش مكاي (بالإنجليزية: Josh McKay)‏ (16 نوفمبر 1971 في الولايات المتحدة - ) هو مدرب كرة قدم ولاعب كرة قدم أمريكي في مركز الدفاع. لعب مع كولورادو رابيدز وHawaii Tsunami ‏ وريتشموند كيكرز.

## وصلات خارجية
- جوش مكاي على موقع الدوري الأمريكي (الإنجليزية)
- جوش مكاي على موقع قاعدة بيانات كرة القدم.إي يو (الإنجليزية)